# Jaume Ramon i Vidales
Jaume Ramon i Vidales (el Vendrell, Baix Penedès, 30 de novembre de 1846 — el Vendrell, Baix Penedès, 21 de juliol del 1900) va ser un escriptor i historiador català.
Era germà del també escriptor Ramon Ramon i Vidales. Es va llicenciar en dret i exercí de notari a Sarral, Montblanc i el Vendrell. Des de ben jove, mantení una bona amistat amb Àngel Guimerà, sobre el qual exercí influència per tal que escriguís en català, i el posà en contacte amb el món dels Jocs Florals i la literatura catalana.
Els seus estudis històrics se centren en les comarques on residí: L’Arc de Barà (1894), Antiguas confrarias en la nostra parroquia y llurs festes populars (1896) i Memòria sobre els títols de les aigües de la Font de Tomoví que abasteix lo Comú de la vila del Vendrell (1897). Del seu exercici professional per la Conca de Barberà escriví Poblet. Narracions, tradicions i llegendes (1896), reeditat diverses vegades. Conreà també el vers, la prosa narrativa i la literatura dramàtica de caràcter popular, amb l’obra dramàtica Lluites del cor (1880) i amb la peça còmica Roda el món i torna al Born (1892), entre d'altres. El 1895 fou mantenidor dels Jocs Florals de Barcelona.
Col·laborà a La Gramalla, des d’on reclamà la reforma dels Jocs Florals, a La Renaixença, a Lo Gay Saber i a La Ilustració Catalana, entre altres publicacions. En el setmanari El Vendrellense, fundat el 1890 per ell mateix, el seu germà i el seu cosí Joan Ramon, publicà un seguit d’articles en la secció “El Vendrell històric”, que, posteriorment, foren recollits pel seu fill, Josep Ramon Blanch, en un llibre (1933).
El 1880, Jaume, mentre residia a Sarral, va rebre el primer guardó en la seva trajectòria literària. Li fou atorgat al en el marc del Certamen literario-artístico en honor de Cervantes, que va convocar a Tarragona l'Ateneu Tarragoní de la Classe Obrera, per una obra dramatica, Lluytas del cor.